# یو ته‌یانگ
یو ته‌یانگ (کره‌ای: 유태양؛ زادۀ ۲۸ فوریه ۱۹۹۷) همچنین با نام هنری ته‌یانگ نیز شناخته می‌شود، خواننده و رقصنده اهل کره جنوبی است. او رقصندهٔ اصلی گروه پسرانه اس‌اف۹ است.
او اولین‌بار در مجموعه وب درام روی قلبت کلیک کن (۲۰۱۶) و مجموعه تلویزیونی این عشق بود؟ (۲۰۲۰) با بقیه اعضای اس‌اف۹ حضور افتخاری پیدا کرد. او همچنین در بسیاری از تئاترهای درام موزیکال، از جمله پسران آلتار (۲۰۲۱)، دادگاه انسانی (۲۰۲۲)، مخفیانه، عالی: آخرین (۲۰۲۲-۲۰۲۳)، رویای بلند (۲۰۲۳)، و سه تفنگدار (۲۰۲۳) بازی کرده است.

## حرفه
در ۸ ژوئن ۲۰۲۴، او اولین کنسرت انفرادی برای طرفداران خود را با نام «Double Casting: No. YTY» برگزار کرد. او به‌عنوان یک خواننده و رقصنده، خود را نشان داد. کنسرت با موفقیت زیادی به پایان رسید.